# James Hilton
James Hilton (9. září 1900 – 20. prosince 1954) byl slavný anglický romanopisec první poloviny 20. století.
Jeho nejslavnější román je Ztracený obzor, ve kterém se objevuje vrch Karakal a legendární klášter Šangri-La, který skrývá veškeré lidské vědění.